# Karolina Slunéčková
Karolina Slunečková (valódi neve Olga Sluníčkova) (Kladno, 1934. április 8. – Prága, 1983. június 11. Prága) cseh színésznő, Rudolph Vodrážka felesége. A nézőknek a Nők a pult mögött című filmsorozatból lehet ismerős.

## Élete
1952 óta tanult a prágai Előadóművészeti Akadémián, miközben Budejovice-ben egy kis színházban játszott. A diploma megszerzése után a Vinohrady színház tagja lett egészen haláláig, 1983-ig. Jellemzően nagyon tehetséges volt, szerette a sportot, a táncot. Temperamentumos volt, és nagy egyéniség mind a színházban, mind filmen. 49 éves korában tüdőrákban halt meg.

## Színházi szerepei
- 1977 George S. Kaufman, Moss Hart jött vacsorára, Lorraine Sheldon, Vinohrady Színház, rendezte: Stanislav Remunda

## A zene, mint életforma
A tánc mellett a zenét is nagyon szerette, lemezei is megjelentek Csehszlovákiában, melyeket általában színésztársaival együtt készített.